# Aleksandar Mitreski
Aleksandar Mitreski est un footballeur international macédonien. Il est né le 5 août 1980. 
La direction du FC Sion lui a signifié le 29 mars 2010 la résiliation de son contrat avec effet immédiat.

## Clubs successifs
| Saison    | Club           | Pays      | Ligue | Matchs /Buts | Coupe d'Europe |
| --------- | -------------- | --------- | ----- | ------------ | -------------- |
| 1999-2000 | FC Young Boys  | Suisse    | LNB   | 27 / 0       | -              |
| 2000-2001 | FC Young Boys  | Suisse    | LNB   | 32 / 1       | /              |
| 2001-2002 | FC Young Boys  | Suisse    | LNA   | 27 / 0       | /              |
| 2002-2003 | FC Grasshopper | Suisse    | LNA   | 22 / 1       | /              |
| 2003-2004 | FC Grasshopper | Suisse    | ASL   | 27 / 1       | /              |
| 2005-2006 | FC Grasshopper | Suisse    | LNA   | 24 / 0       | /              |
| 2006-2007 | FC Cologne     | Allemagne | D2    | 27 / 0       | /              |
| 2007-2008 | FC Cologne     | Allemagne | D2    | 28 / 0       | /              |
| 2008-2009 | FC Nuremberg   | Allemagne | D2    | 2 / 0        | /              |
| 2009-2010 | FC Sion        | Suisse    | ASL   | 18 / 0       | /              |
| 2010-2011 | FC Aarau       | Suisse    | CHL   | 14 / 0       | /              |